# Vanmanenia homalocephala
Vanmanenia homalocephala är en fiskart som beskrevs av Zhang och Zhao 2000. Vanmanenia homalocephala ingår i släktet Vanmanenia och familjen grönlingsfiskar. IUCN kategoriserar arten globalt som otillräckligt studerad. Inga underarter finns listade i Catalogue of Life.